# أصدقاء (الموسم 1)
عُرِض الموسم الأول من مسلسل أصدقاء، وهو مسلسل كوميديا موقف أمريكي من تأليف كل من ديفيد كرين ومارتا كوفمان، على قناة إن بي سي في 22 سبتمبر 1994. ٱنتج المسلسل بواسطة شركة برايت/كوفمان/كرين برودكشنز بالاشتراك مع تلفزيون وارنر برذرز. يحتوي الموسم على 24 حلقة واختتم بثه في 18 مايو 1995.

## لمحة عامة
يقدم الموسم الأول الشخصيات الست الرئيسية التي تعيش في مدينة نيويورك: رايتشل غرين، نادلة؛ والطباخة المحترفة مونيكا غيلر؛ وشقيقها عالم الحفريات روس غيلر؛ والمُدلكة غريبة الأطوار فيبي بوفيه؛ والممثل المكافح جوي تريبياني؛ وصديق روس من الجامعة، تشاندلر بينغ، والذي لا يُعرف مهنته بالضبط في شركة. تصل رايتشل إلى مقهى سنترال بيرك مرتدية فستان زفافها بعد أن تركت خطيبها باري طبيب تقويم الأسنان في مذبح الكنيسة. تنتقل إلى شقة صديقتها من المدرسة الثانوية، مونيكا، وتحصل على وظيفة كنادلة في سنترال بيرك. غالبًا ما يحاول روس، الذي كان معجبًا برايتشل منذ المدرسة الثانوية، التعبير عن مشاعره تجاهها. ومع ذلك، فإن العديد من العقبات تقف في طريقه، بما في ذلك مخاوفه ومواعدة رايتشل جارًا إيطاليًا يُدعى باولو، وحقيقة أن له طفلًا من زوجته السابقة المثلية جنسيًا، كارول، والتي تلده باسم بِنْ في وقت لاحق من هذا الموسم. لم يكن لدى جوي أبدًا حبيبة واحدة ويعاشر باستمرار مجموعة متنوعة من النساء. فيبي ملتوية وغريبة الأطوار ويرجع ذلك في الغالب إلى انتحار والدتها عندما كانت طفلة وعيشها في الشوارع لفترة من الوقت، ولكن المجموعة تحبها بغض النظر عن ذلك. ينفصل تشاندلر عن صديقته جانيس (ماغي ويلر)، ليعيد مواعدتها طوال المسلسل. أخبر تشاندلر رايتشل بالصدفة، مع قرب نهاية الموسم، أن روس يحب رايتشل، بينما كان روس في بعثة حفريات في الصين. أدركت رايتشل بعد ذلك أنها تهتم به أيضًا. ينتهي الموسم مع انتظار رايتشل في المطار لعودة روس من الصين.

## الممثلين والشخصيات
| - جينيفر أنيستون في دور رايتشل غرين - كورتني كوكس في دور مونيكا غيلر - ليزا كودرو في دور فيبي بوفيه - مات لوبلان في دور جوي تريبياني - ماثيو بيري في دور تشاندلر بينغ - ديفيد شويمر في دور روس غيلر - أنيتا بارون/جاين سيبيت في دور كارول ويليك - ميتشل وتفيلد في دور باري فاربر - كوسيمو فوسكو في دور باولو - ماغي ويلر في دور جانيس هوزنشتاين - جيسيكا هيكت في دور سوزان بانش - فنسنت فينتريسكا في دور بوبي المرح - إليوت غولد في دور جاك غيلر - كريستينا بيكلز في دور جودي غيلر - لاري هانكين في دور السيد هيكلز - ميريل ماركو في دور مارشا، رئيسة روس - جيل جوداكر في دور شخصيتها الحقيقية - هانك آزاريا في دور ديفيد - مورغان فيرتشيلد في دور نورا بينغ - فيشر ستيفنز في دور روجر - جون لوفيتز في دور ستيف - هيلين هنت في دور جيمي بوخمان |

## الاستقبال
كانت المراجعات المبكرة للمسلسل إيجابية بشكل عام. أطلق الصحفي راي ريتشموند في صحيفة «لوس أنجلوس ديلي نيوز» على المسلسل لقب «أحد مسلسلات الكوميديا الأكثر إشراقًا في الموسم الجديد»، ووصفته صحيفة لوس أنجلوس تايمز بأنه «أفضل مسلسل كوميدي للموسم الجديد.»
كتب الصحفي توم فيران من جريدة ذا بلين ديلر أن المسلسل تم تداوله «بشكل غامض وأقل نجاحًا على أسلوب تعليق ساينفيلد» بينما أطلقت عليه الصحفية آن هودجز من صحيفة هيوستن كرونيكل اسم «ساينفيلد الجديد المتمني لكنه لن يكون أبدًا مضحكا مثل ساينفيلد». وجدت جيني هولبرت من جريدة شيكاغو سن-تايمز أن خصائص جوي ورايتشل متخلفة، بينما أشاد ريتشموند بالممثلين على أنهم «فرقة شبابية محبوبة» مع «وجود كيمياء جيدة بينهم». أشاد الصحفي روبرت بيانكو من جريدة يو إس إيه توداي بديفيد شويمر ووصفه بأنه «رائع». كما أشاد بالبطولات النسائية لكنه كان قلقًا من أن بيري في دور تشاندلر كان «غير محدد» وأن لوبلان كان «يعتمد كثيرًا على نفس روتين العاشق ميت الدماغ، وهو الأمر الذي كان سيئا بالفعل في آخر مرتين جربه فيهما.» يعتقد كاتبو كتاب «الأصدقاء أمثالنا: الدليل غير الرسمي للأصدقاء» (بالإنجليزية: Friends Like Us: The Unnoficial Guide to Friends)‏ أن طاقم الممثلين «يحاول [التمثيل] كثيرا جدًا»؛ وخاصة ماثيو بيري وديفيد شويمر. قالت مجلة بيبول أن «نعمة الحفظ» للمسلسل هي أن الشخصيات أصبحت محبوبة أكثر مع مرور الوقت.

## الإرث
صنف موقع «كولايدر» الموسم في المرتبة التاسعة على ترتيب أفضل مواسم مسلسل فريندز العشرة. وكتبوا أن أفضل حلقة في الموسم كانت «حلقة معرفة رايتشل بالحقيقة».